# Bundesgartenschau 1961

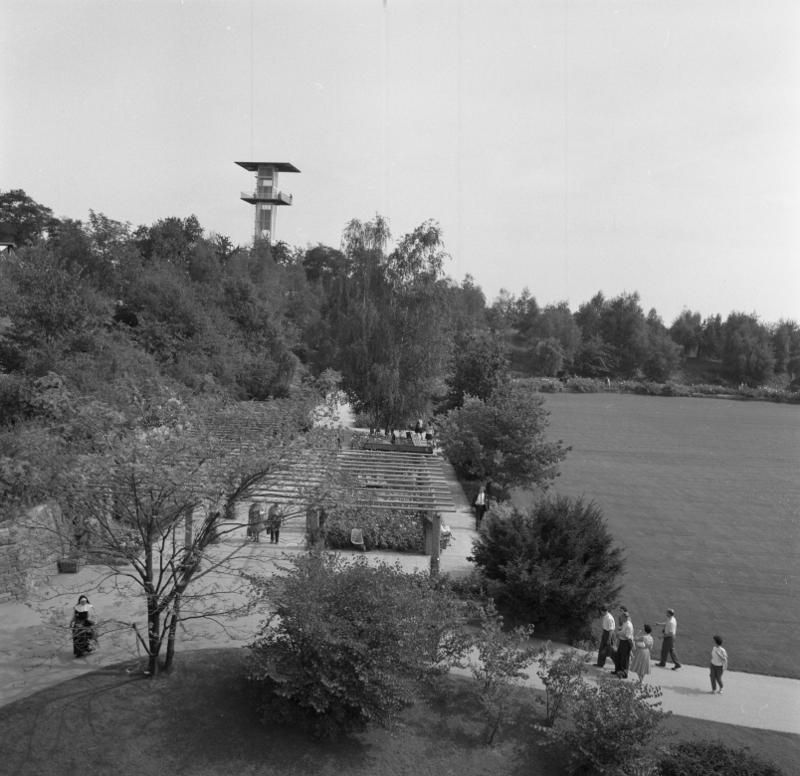
Im Höhenpark Killesberg; im Hintergrund der für die Gartenschau 1950 erstellte Aussichtsturm

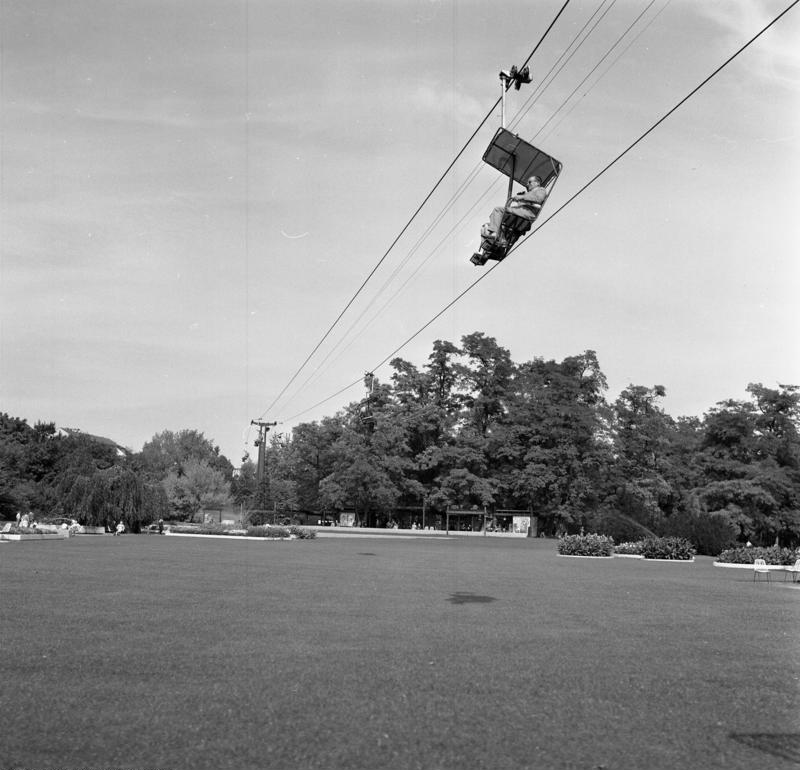
Eine Seilbahn führte die Besucher durch den Park

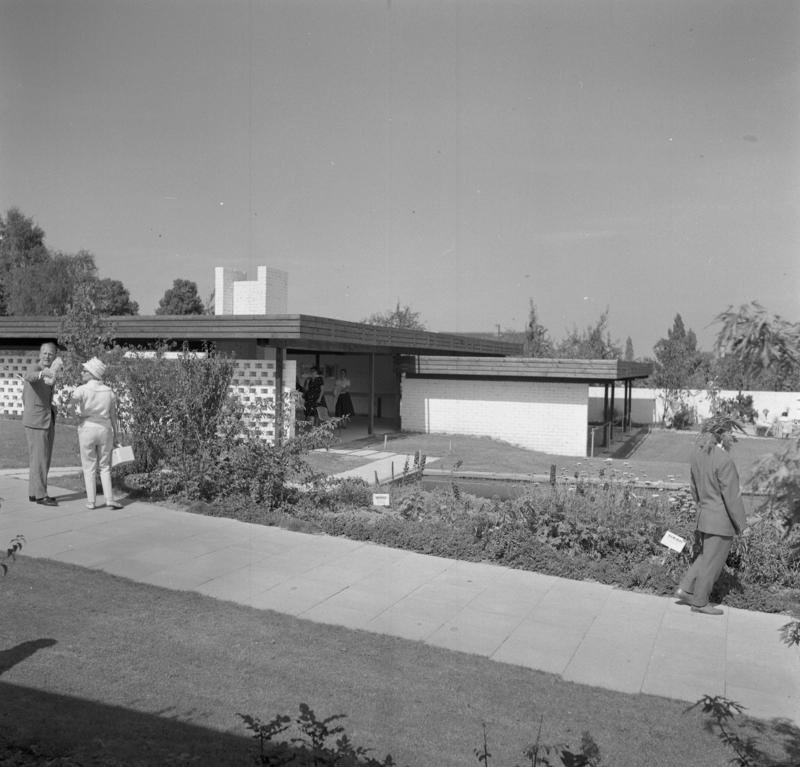
Element der BuGa

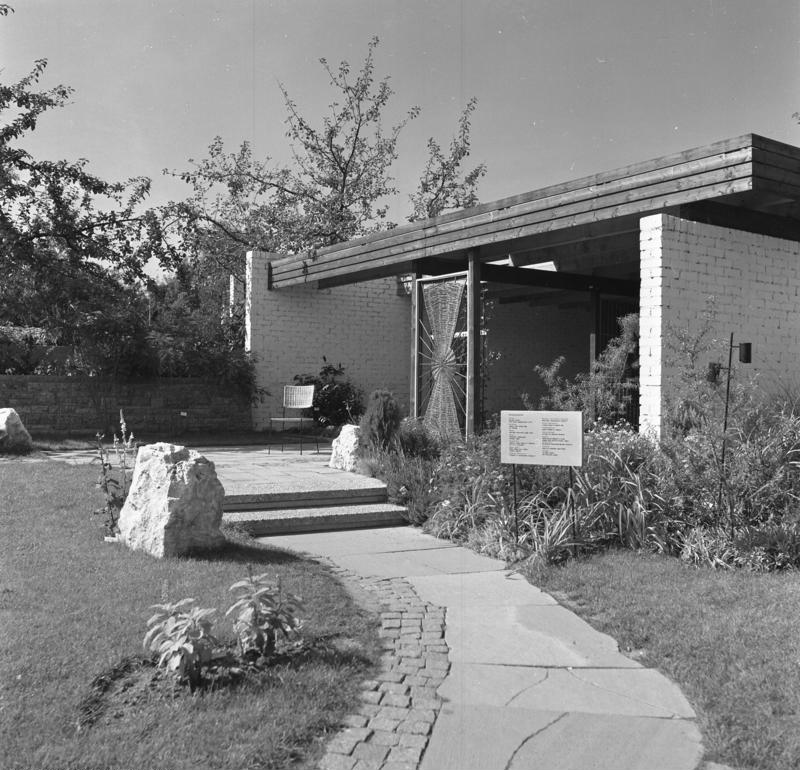
Einblick in die Gartenschau

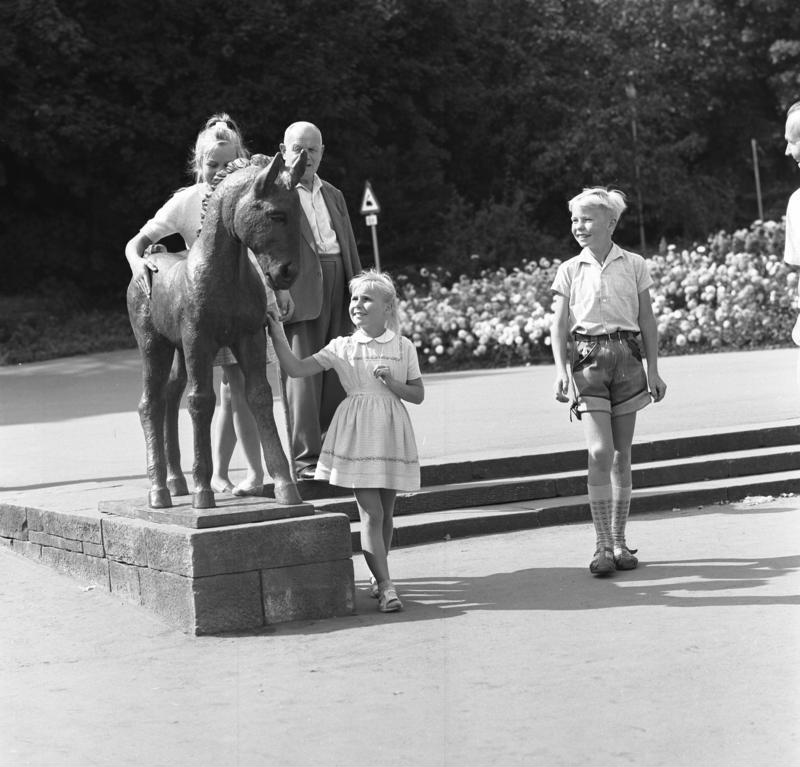
Detail der Gartenschau

Die Bundesgartenschau 1961 fand zwischen dem 28. April und dem 15. Oktober 1961 in Stuttgart statt. Es war die erste Bundesgartenschau die auf mehreren, räumlich voneinander getrennten Flächen gezeigt wurde. Sie hatte 6,8 Millionen Besucher.

## Geschichte
Zuvor hatte in Stuttgart die Deutsche Gartenschau 1950 auf dem Gelände des Killesbergs stattgefunden, deren Konzept sich deutlich an das der Reichsgartenschau 1939, die ebenfalls in Stuttgart stattgefunden hatte, anlehnte. Stuttgart befand sich immer noch im Wiederaufbau nach dem Zweiten Weltkrieg, als es 1957 die Bewerbung einreichte, die Bundesgartenschau 1961 auszurichten. Neue öffentliche Parkanlagen sollten geschaffen und vernachlässigte Grünanlagen in der Stadt rekultiviert werden. Prädestiniert hierfür waren neben dem Killesberg im Norden der Stadt, die weitläufigen Schlossgartenanlagen im Stadtzentrum. Dies entsprach der Auffassung, dass die Bundesgartenschau auf historischem Boden stattfinden solle, denn um die Schlossanlagen herum hatte Stuttgart sich entwickelt. Noch im selben Jahr erhielt Stuttgart den Zuschlag für die Ausrichtung der Schau.

## Vorbereitung
Für den Ideenwettbewerb und die Gesamtplanung standen ab dem Zeitpunkt des Zuschlags zwei Jahre zur Verfügung, etwas mehr Zeit dann für die Bauarbeiten und die Bepflanzung. Hauptthema dieser Bundesgartenschau war das „städtische Grün“.
Die Gesamtplanung lag in der Zuständigkeit des Stuttgarter Gartenbaudirektors Werner Kaufmann. Etwa 90 Landschaftsarchitekten reichten Beiträge ein. Sie ließen sich in zwei Hauptrichtungen einteilen: Einerseits gab es Entwürfe, die sich an der historischen Anlage der königlichen Hofbaumeisters Nikolaus Friedrich von Thouret orientierten, andererseits Anhänger einer „modernen“ Lösung, die sich bewusst gegen restaurierende Maßnahmen stellten. Letztlich setzten sich die „Modernisten“ durch.

## Bauliche und gestalterische Maßnahmen

### Schloßgartenanlage
Im Schloßgartengelände bestand erheblicher Sanierungsbedarf. Unter anderem bedrohten kranke Baumbestände die Sicherheit der Besucher. Auch wurde die Widmung der „Witzlebenstraße“ für den Straßenverkehr aufgegeben, die Neues Schloss und Park trennte, ebenso wurde die mittig durch den Park führende Allee aufgegeben. Der ehemals ovale See des Schlossgartens erhielt einen asymmetrischen, eckigen Umriss, eine Fontäne und einen „Wasserdom“, nachts von Scheinwerfern ausgestrahlt.
Da der Obere und der Mittlere Schlossgarten durch die vom Hauptbahnhof kommende Schillerstraße, eine Hauptverkehrsstraße, durch die damals auch noch Straßenbahngleise führten, wurde sie mit einer Fußgängerbrücke überspannt. Diese damals Schillersteg, heute Ferdinand-Leitner-Steg, genannte Brücke konzipierte Fritz Leonhardt, der auch den Stuttgarter Fernsehturm entworfen hatte. Die Brücke wurde mit zehn Trossen an einem 25 Meter hohen Pylon aufgehängt. Der 1956 eingeweihte Fernsehturm, neues Wahrzeichen der Landeshauptstadt Stuttgart, wurde in das Plakatmotiv der Bundesgartenschau integriert.
Zum Haupteingang der Schlossgartenanlagen – gegenüber dem Bahnhof – wurde eine Unterführung errichtet. Der „Obere Schlossgarten“ wurde verhältnismäßig geringfügig begrünt, mit Ausnahme einiger Staudenbepflanzungen und vereinzelter Blumenbeete sowie dem umgestalteten Rosengarten auf der Nordostseite des Neuen Schlosses. Neu gebaut wurden das „Kleine Haus“ (heute: Schauspielhaus) des Staatstheaters Stuttgart und der neue Landtag von Baden-Württemberg, dessen Freianlagen einschließlich des Akademiegartens durch Walter Rossow gestaltet wurden.
Der „Mittlere Schlossgarten“ wurde hauptsächlich durch H. Becsei, Mitarbeiter des Gartenbauamts, geschaffen. Idee war hier, dass ein bleibender Freizeit- und Erholungspark entsteht. Neben einem Kinderspielplatz wurden die Milchbar, das „Cafe am See“, eine Bocciabahn, ein Freiluft-Riesenschach, Skattische und ein „Lesegarten“ eingerichtet. Auf dem Terrain des mittleren Schlossgartens wurde die Sonderschau, „Hilfe durch Grün“ gezeigt. Sie informierte über die Grünflächenplanung der Stadt Stuttgart. Im Gegensatz zu den Anlagen des Killesbergs, sollte im Schlossgarten beim Blick von innen die Illusion „unendlichen Grüns“ hervorgerufen werden. Dieser Parkteil wurde deshalb durch Bepflanzungen und einige Geländemodellierungen nach außen abgeschirmt. Hervorzuheben ist der „Fitz-Faller-Brunnen“. In Reichweite lag der „Quellengarten“, ein Zusammenspiel von Wasser und Naturelementen.

### Höhenpark Killesberg
Der Höhenpark Killesberg wurde 1961 bereits zum dritten Mal in eine Gartenschau einbezogen. Hierzu waren nach der Urbarmachung für die Ausstellung 1939 und der Kriegsschädenbeseitigung für die Ausstellung 1950, erneut zahlreiche Umgestaltungen erforderlich. Der Kinderspielplatz und die Kleingartenschau wurden erheblich erweitert, wozu der Bahnhof der Parkeisenbahn verlegt werden musste.
Die Zugänge zum Park wurden vergrößert, zusätzliche Parkplätze angelegt. Eine Brücke, die den Park mit einem neu erschlossenen Gelände jenseits der Stresemannstraße auf dem Wartberg verband und dort zu einer Baumschule führte, wurde errichtet. Bestehende Staudenbepflanzungen wurden rekultiviert und ein „Wildstaudenhang“ neu eingerichtet. Der Park erhielt einen neuen Brunnen und der Taubenschlag von 1950 wurde integriert. Der Gartenarchitekt Walter Steinle gestaltete die auf dem Killesberg angesiedelte Schau „Heim und Garten“ und zeichnete zudem für diverse Sonderschauen verantwortlich.
Parkeisenbahn

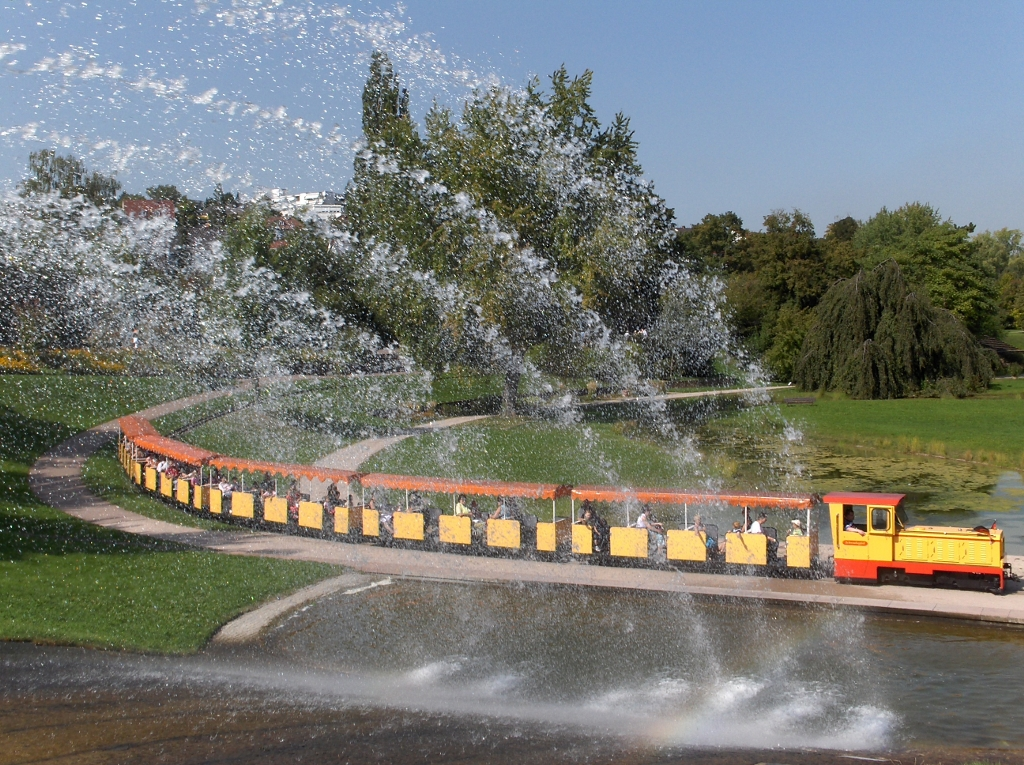
Killesbergbahn

Die Parkeisenbahn auf dem Killesberg wurde schon für die Ausstellung 1939 eingerichtet. Sie verkehrt auf einem 3,5 km langen Rundkurs durch das Gelände.

### Weitere Ausbauten
In Fortsetzung der Herstellung des Killesberggeländes wurden die Feuerbacher Heide, der Bismarckturm und die Cannstatter Kursaalanlagen neu gestaltet.

#### Hoppenlau-Friedhof
Auf dem ehemaligen Hoppenlaufriedhof fand der Wettbewerb „Friedhof und Grabmal“ statt. Die Ausstellung erhielt damit ein würdiges Ambiente auf dem ältesten Friedhof der Stadt. Er war 1626 angelegt worden und die letzte Bestattung hatte hier 1880 stattgefunden. Für die Zwecke der Bundesgartenschau wurde der historische Friedhof umfassend saniert, zwei zeitgenössische Brunnen installiert und ein Wetterschutz für die Besucher errichtet.

#### Weißenburgpark

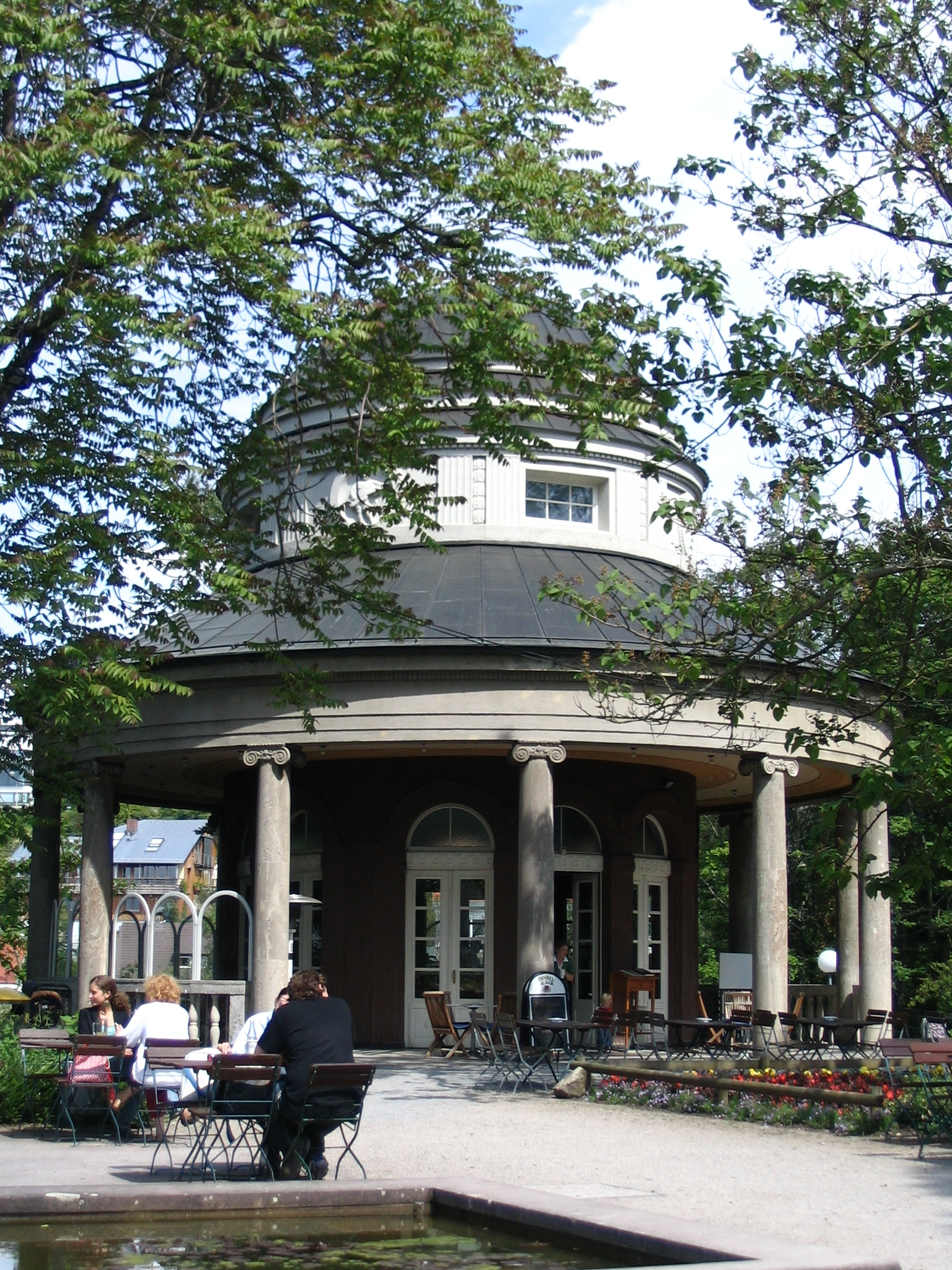
Das Teehaus im Stuttgarter Weißenburgpark

Der Weißenburgpark in Stuttgart-Süd auf dem kleinen Bopser wurde erstmals öffentlich zugänglich gemacht. Hierfür hatten die Sieglin-Erben die Fläche 1956 an die Stadt Stuttgart verkauft. Im Rahmen der Vorbereitungen zur Bundesgartenschau 1961 wurde der Park zu einer öffentlichen Grünanlage umgestaltet. Unter anderem wurden neue Wege und Aussichtsterrassen mit Ausblicken auf die Stuttgarter Innenstadt angelegt. Das 1913 von Ernst von Sieglin erbaute „Teehaus“ wurde zu einem Terrassencafe umgestaltet und der Park erhielt einen weitläufigen Kinderspielplatz.

#### Silberburg
Nennenswert war die Aussicht von der Terrasse der „Milchbar“ auf der Karlshöhe. Das Gelände der ehemaligen Silberburg wurde komplett neu gestaltet und erhielt einen Kinderspielplatz.

## Resümee der Schau
Die Bundesgartenschau nahm in ihren Kernbereichen (Schlossgarten und Killesberg) eine Fläche von 70 ha ein. Rechnet man die anderen, im Zusammenhang mit der Gartenschau eingerichteten oder sanierten Grünflächen hinzu, waren es 97 ha.
Die Stuttgarter Zeitung vermeldete, dass noch nie eine solche Fülle an guten Leistungen zu vermelden gewesen sei wie anlässlich der Bundesgartenschau 1961. Hans Joachim Samulowitz fasste gar so zusammen:

„Es wird sehr schnell deutlich, daß im Gegensatz zu frühren Gartenschauen in Stuttgart die ordnende Gestaltung, die Schaffung von öffentlichem Grün, bei weitem den Vorrang hat. Auf den ersten Blick fällt auf, daß in Stuttgart sehr stark mit architektonischen Elementen gearbeitet wurde. Die Wege sind nahezu alle gepflastert oder mit Bitumen bedeckt. Die Beete […] sind oft quadratisch und mit Plattenwegen eingefaßt. Ein Vergleich mit dem streng gegliederten Barock-Garten liegt nahe…“